# Apeadero Manzone
Manzone es una estación ferroviaria ubicada en la localidad de Manzone, del Partido del Pilar, Provincia de Buenos Aires, Argentina. 
Pertenece al Ferrocarril General Urquiza de la red ferroviaria argentina. Fue inaugurada por el Ferrocarril Central de Buenos Aires en 1914.

## Servicios
No presenta servicios de pasajeros ni de cargas. Hasta 2011, por sus vías corrían servicios de pasajeros desde Estación Federico Lacroze hacia la Estación Posadas en la provincia de Misiones. El servicio se encuentra suspendido permanentemente dada la continuidad de sucesos que afectaron la operación del tren de pasajeros en este corredor.
Desde ese año no presenta ningún tipo de servicio de cargas, a pesar de que el ramal está bajo jurisdicción de la empresa estatal Trenes Argentinos Cargas.
Hasta 1993 se detenían aquí los coches motores del servicio Federico Lacroze a Rojas.
Circulan esporándicamente zorras de la Asociación Amigos del Urquiza utilizadas para la preservación de la traza.